# 安竜昌弘
安竜 昌弘（ありゅう まさひろ）は、福島県いわき市在住の編集人。

## 人物・経歴
1977年に大学を卒業して夕刊紙いわき民報社に入社、スポーツ、福祉医療、市政などを担当。総合磐城共立病院での人違い中絶事件などを取材。「上三坂の四季」 など、数多くの連載をこなし、報道部長、編集委員、政治文化部長、小名浜支社長などを歴任。2002年5月に「いわき民報社」を退社し、翌2003年3月、日々の新聞を創刊（隔週刊紙）。

## 略歴
- 1953年　福島県いわき市折戸生まれ
- 1977年　いわき民報社入社
- 1999年　いわき民報社政治文化部長
- 1999年　白球のクロニクル　71年夏の記憶で第7回JLNAブロンズ賞特別賞受賞[2]
- 2001年　「天平ーある詩人の生涯」で第15回報徳出版文化賞優秀賞、第24回福島民報出版文化賞奨励賞を受賞[3]
- 2002年　いわき民報社退社・日々の新聞創刊（いわき市）編集人

## 主な著作・関連・出版物
- マイ・ウェイ若松紀志子 自伝 1996年9月 若松 紀志子出版・安竜 昌弘∥編
- 「鳥の歌」の響き-若松光一郎への旅 1996年 若松 紀志子出版・安竜 昌弘∥編
- 安藤栄作著『降りてくる空気』彫刻家・安藤栄作の日々。生き方をデッサンになぞらえ。「夢をあきらめずに自分を信じ続けること」。スモルト刊1997年
- 終の棲み処　ツイノスミカ　老人医療断想　齋藤光三∥2004年1月・日々の新聞社∥編
- 地底の夜明け　MY REVOLUTION　高原 浅市∥著「常磐炭田鉱夫組合血戦実録」刊行会2004年7月・日々の新聞社∥編
- ELICONA 若松紀志子からのメッセージ　若松 紀志子∥著2005年9月・日々の新聞社∥編

## 関連リンク
- 日々の新聞（いわき市）編集人
- 若松紀志子
- 若松光一郎
- 安藤栄作
- アートスペースエリコーナ
- 藤田忠平